# Бланко Прието, Феликс дель
Феликс дель Бланко Прието (исп. Félix del Blanco Prieto; 15 июня 1937, Вальдерруэда, Испания — 10 апреля 2021, Рим, Италия) — испанский куриальный прелат и ватиканский дипломат. Титулярный архиепископ Ванниды с 31 мая 1991. Апостольский нунций в Сан-Томе и Принсипи и апостольский делегат в Анголе с 31 мая 1991 по 4 мая 1996. Апостольский нунций в Камеруне с 4 мая 1996 по 5 июня 2003. Апостольский нунций в Экваториальной Гвинее с 28 июня 1996 по 5 июня 2003. Апостольский нунций на Мальте с 5 июня 2003 по 28 июля 2007. Апостольский нунций в Ливии с 24 июня 2003 по 28 июля 2007. Великий элемозинарий с 28 июля 2007 по 3 ноября 2012.